# Cerco de Sangin
O cerco de Sangin foi um confronto militar que ocorreu entre junho de 2006 e abril de 2007, entre os insurgentes talibãs e o exército britânico. Durante os combates, o centro do distrito de Sangin (situado na província de Helmand, no Afeganistão), que era ocupado pelas forças britânicas, foi completamente cercado pelos combatentes do Talibã. Em um ponto, os combates adquiriram grande intensidade, fazendo com que o general David J. Richards, o comandante da OTAN no Afeganistão, declarasse que na província de Helmand haviam ocorrido os mais ferozes combates envolvendo as tropas britânicas desde a Guerra da Coreia. Tornou-se emblemática a dificuldade da missão realizada pelos soldados britânicos no Afeganistão, que a apelidaram de "Sangingrad" (em referência à Batalha de Stalingrado).